# Porcellera

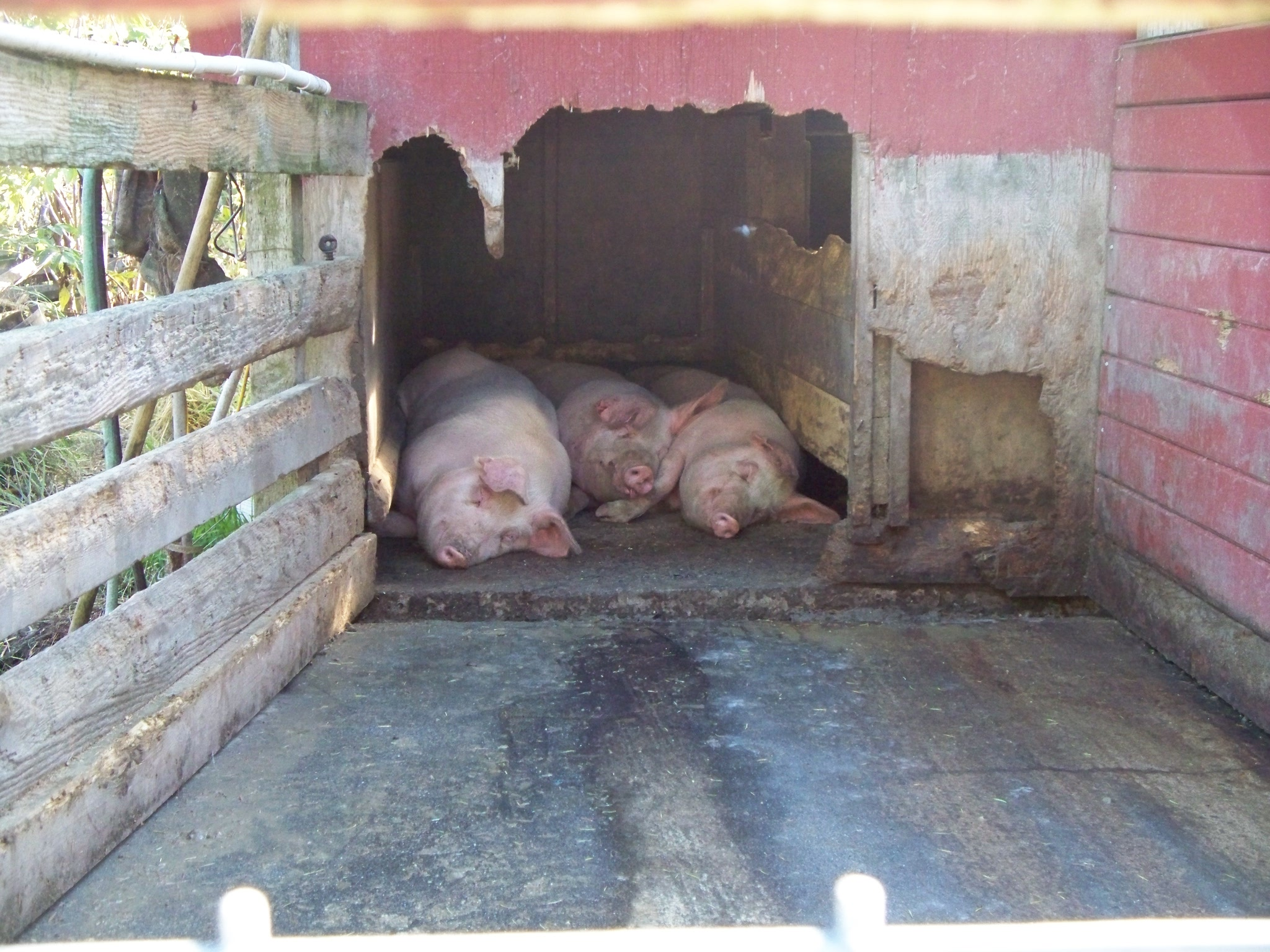
Tres porcs a una porcellera

Una porcellera, porcatera, baconera, corraleta o cortiella és el lloc on es cria el porc domèstic. Per analogia, també es diu així a qualsevol lloc reduït, brut i pudent.
No s'ha de confondre una porcellera, generalment un petit i estret reducte (similar a una gossera de grans dimensions), amb les naus d'explotació industrial de l bestiar porcí o les cabanes, paridores, etc.

## Etimologia i usos

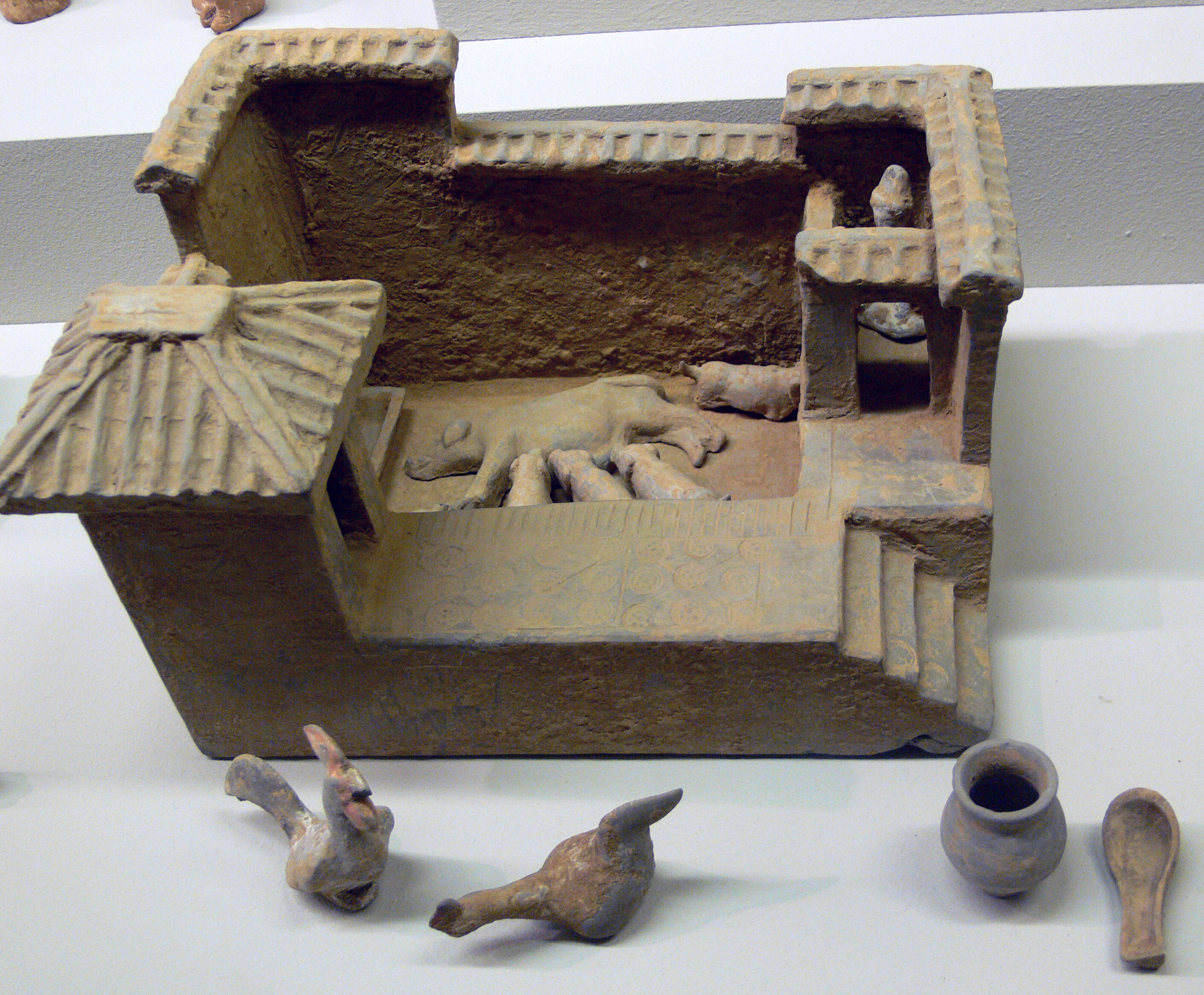
Petita porcellera de terracotta xinesa

La paraula porcellera és un derivat de porcell ‘porc petit’', paraula d'origen llatí (porcellus). Als països desenvolupats, l'ús i concepte d'aquest model ancestral de corral-quadra ha quedat com a objecte d'investigació etnogràfica-etnològica. La industrialització de la producció porcina i l'evolució, tant en els tipus d'habitatge com en les mesures de salubritat, han substituït les modestes porcelleres per diferents models de granges de porcs, generalment aïllats de les poblacions i en llocs orejats.

## En l'art
Associada a la representació d'un animal tan unit a la civilització i la seva evolució cultural, la porcellera, com a tal reducte, queda inclosa en les representacions del cicle vital del porc que reprodueixen dibuixos i gravats en els manuscrits il·luminats de la Baixa Edat Mitjana També poden trobar-se exemples en la història de la pintura a Europa a partir de al segle xvi.

## Galeria

Les porcelleres en la pintura (segles XVII - XIX)
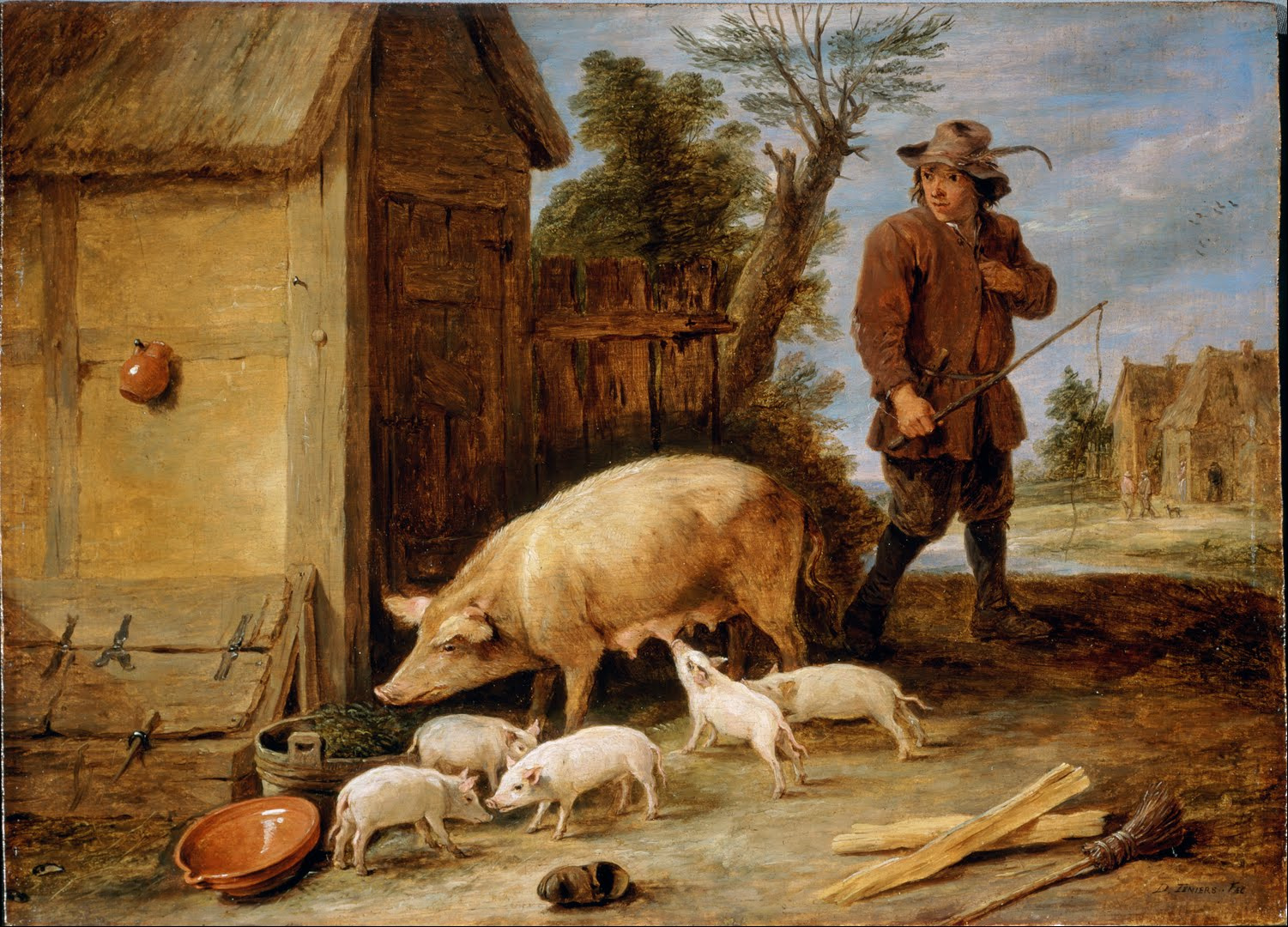
David Teniers el Jove (1690). Dulwich Picture Gallery
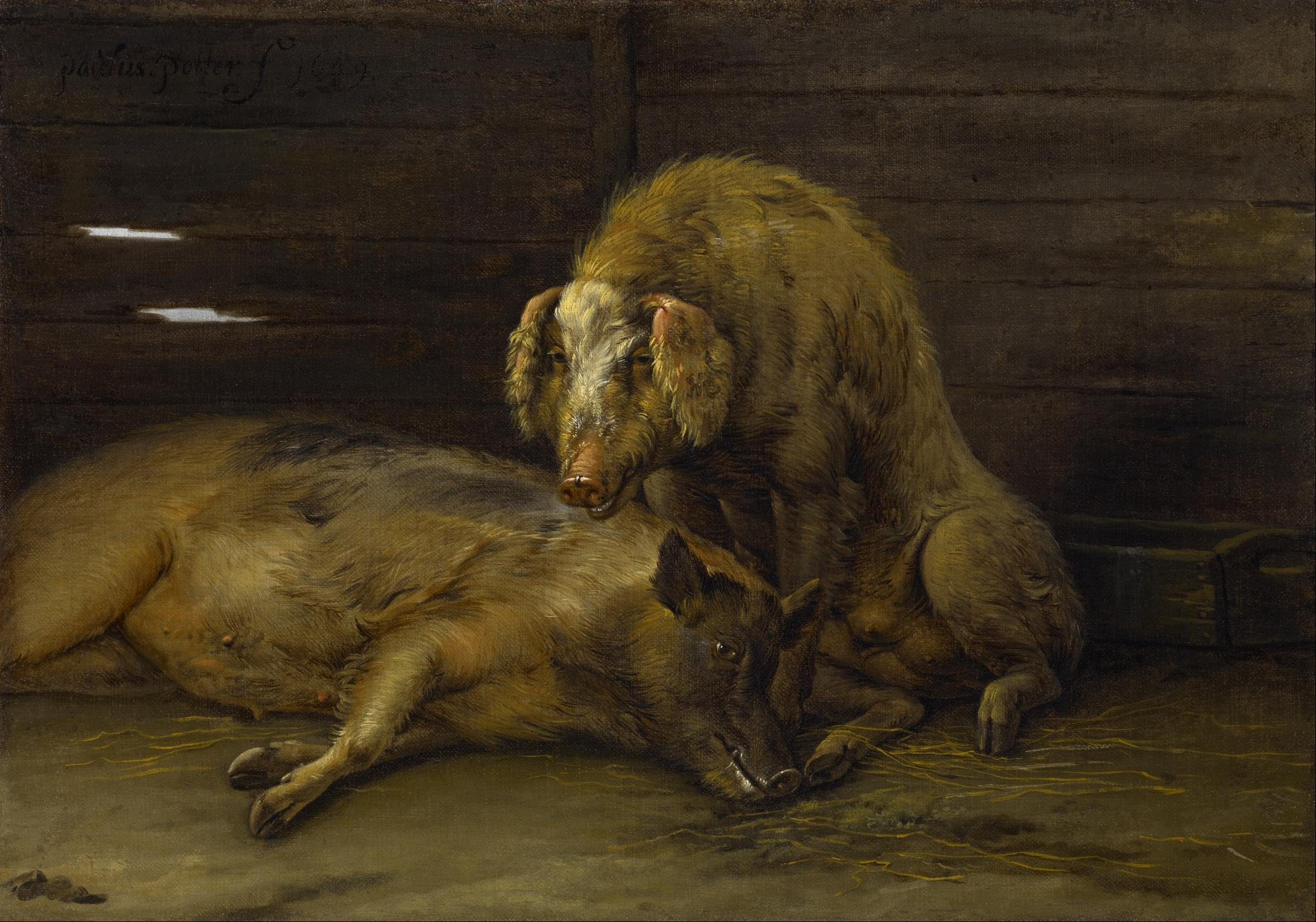
Paulus Potter (1649). Museu de Belles Arts de Houston
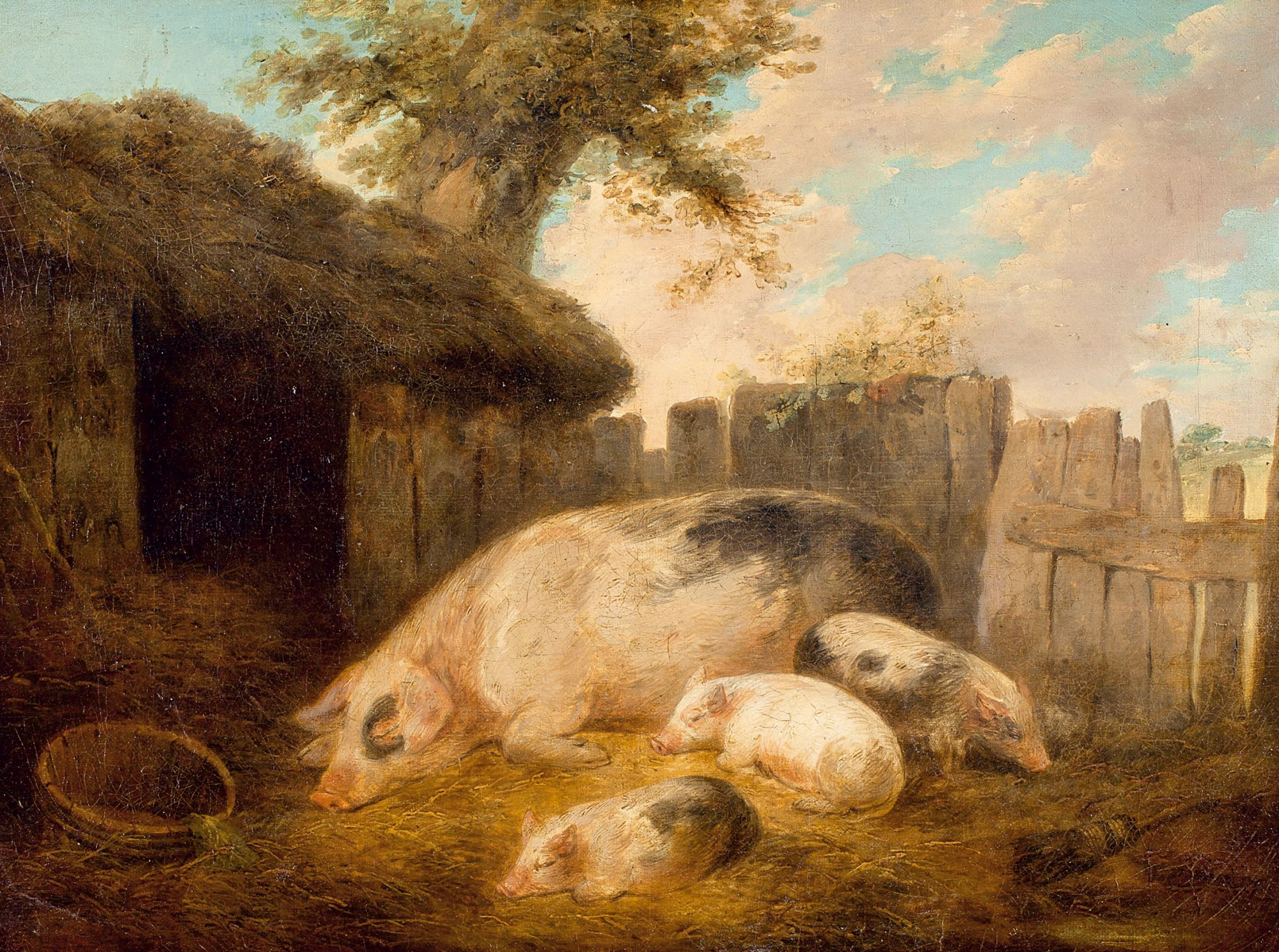
George Morland (1793), cp.
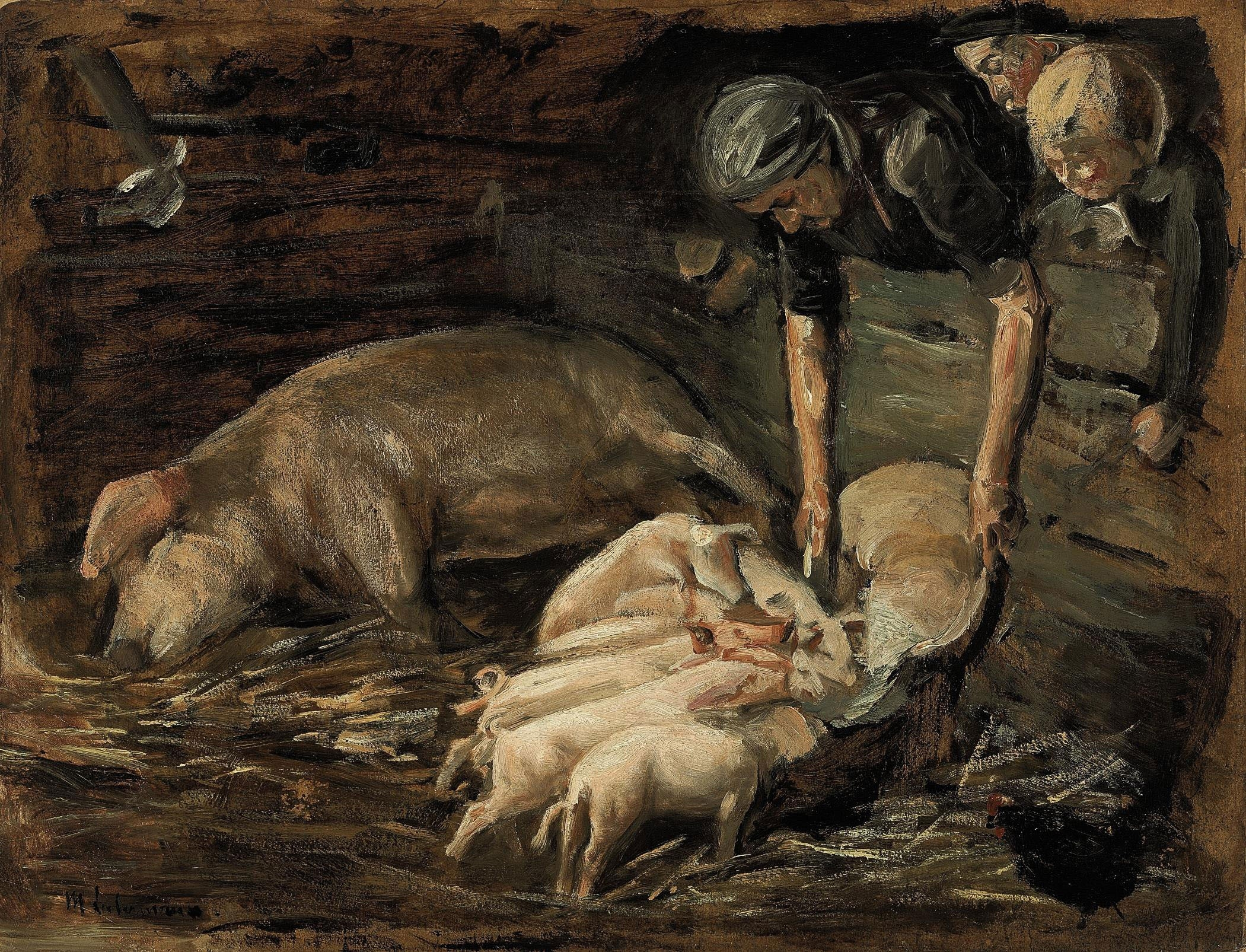
Max Liebermann (1887), cp.

El 1969, el realitzador italià Pier Paolo Pasolini li va dedicar a la porcellera una pel·lícula, entre la fantasia i el naturalisme, titulada Porcile.